# Slag bij Jutphaas
De Slag bij Jutphaas, ook wel de Slag bij de Vaart of de Slag bij Vreeswijk genoemd, vond op 9 mei 1787 plaats aan de Vaartsche Rijn bij Jutphaas en Vreeswijk tussen orangisten en patriotten.

## Achtergrond
De veldslag was onderdeel van een steeds scherper wordend conflict, door sommigen omschreven als een "burgeroorlog", in de Republiek der Zeven Verenigde Nederlanden tussen orangisten of prinsgezinden (aanhangers van prins Willem V van Oranje-Nassau en zijn aristocratische stadhouderlijk stelsel) enerzijds en democratische patriotten (voorstanders van een nieuwe democratische republiek) anderzijds. Aristocratische patriotten of oudpatriotten, die eerst samenwerkten met de democratische patriotten, gaven in toenemende mate hun steun terug aan Oranje naarmate de groep democraten groeide en radicaliseerde. De patriotten, die zich vanaf 1783 bewapenden en exercitiegenootschappen vormden in de Republiek, eisten hervormingen in het landsbestuur en namen steeds meer steden over.
De stad Utrecht was op 2 augustus 1785 overgenomen door de patriotse schutterij onder leiding van Quint Ondaatje. De stadhouder en de prinsgezinde regenten verklaarden Utrecht tot rebelse stad en verplaatsten de zetel van de Provinciale Staten naar Amersfoort; bij Zeist werd een prinsgezinde troepenmacht gelegerd. Willem V moest in september 1785 Den Haag ontvluchten naar Nijmegen toen daar de patriotten aan de macht kwamen en hem het commando over het Haagse garnizoen ontnamen. In september 1786 heroverden stadhouderlijke troepen met miniem wapengeweld echter de door patriotten van Herman Willem Daendels bezette Gelderse stadjes Hattem en Elburg. Hoewel de gevechten weinig voorstelden, was de politieke impact ervan groot: ze verscherpten de tegenstellingen en leidden tot verdere militarisering van het conflict.

## Veldslag
Terwijl internationale diplomatie met Frankrijk, Pruisen en Groot-Brittannië geen resultaat opleverde, bezetten orangistische troepen onder meer Soestdijk en later Vreeswijk onder kolonel de graaf van Efferen. Die laatste zet ging de Utrechtse patriotten te ver, omdat de sluizen bij Vreeswijk hen in staat stelde om de zuidflank van de Domstad te beschermen met inundaties. Men besloot er een leger op af te sturen onder bevel van Jean Antoine (Jan Anthony) d'Averhoult, Utrechts vroedschapslid. De patriotsgezinde Staten van Holland legerden vervolgens troepen aan de grens met Utrecht onder leiding van generaal Albert van Rijssel te Woerden.
Voor de tijdgenoten was het niet helemaal duidelijk waar de slag precies had plaatsgevonden. Contemporaine bronnen noemden zowel Iutphaas onder d' Vaart als het dorp de Vaart, hetgeen op Vreeswijk duidde. Vast staat dat het gevecht geschiedde op de locatie van de huidige woonwijk Fokkesteeg tussen Jutphaas en Vreeswijk (in 1971 gefuseerd tot Nieuwegein) en rond half tien 's avonds begon. De legers ontmoetten elkaar toevallig. Aanvankelijk wilden de patriotten onderhandelen, maar de orangisten schrokken en openden het vuur. Er vielen relatief weinig slachtoffers, onder wie de  patriotse leiders Cornelis Govert Visscher en Johannes van der Vlerk. De patriotten kregen de overhand en behaalden de overwinning. De prinsgezinden sloegen op de vlucht en lieten enige oorlogsbuit achter. Hierna trokken beide zijden zich terug.

## Impact
Hoewel wederom van gering militair belang, buitte de patriotse pers de zege volledig uit in allerlei propagandistische pamfletten en liederen. De patriotten schilderen zichzelf af als helden en vergeleken het gevecht met de slag bij Thermopylae (480 v.Chr.). Met name rondom de persoon Cornelis Visscher ontstond een heldencultus en hij kreeg een plechtige staatsbegrafenis.
Hoe klein zijn nederlaag ook was, toonde deze aan dat de prins niet meer zelf de binnenlandse orde onder controle had. Bovendien kwam Amsterdam enkele dagen later stevig in patriotse handen nadat het prinsgezinde Bijltjesoproer (30 mei) werd neergeslagen. De aanhouding bij Goejanverwellesluis (28 juni) onderstreepte deze machteloosheid en werd aangegrepen om nogmaals om een Pruisische interventie te vragen. Koning Frederik Willem II van Pruisen voerde de diplomatieke druk op, maar de patriotten wilden geen concessies doen. De Hollandse Staten vormden intussen op voorstel van de Amsterdamse patriotten een Commissie van Defensie op 19 juli. Uiteindelijk geschiedde de Pruisische inval in september 1787, waarop het orangistische stadhouderlijk stelsel werd gerestaureerd.

## Galerij

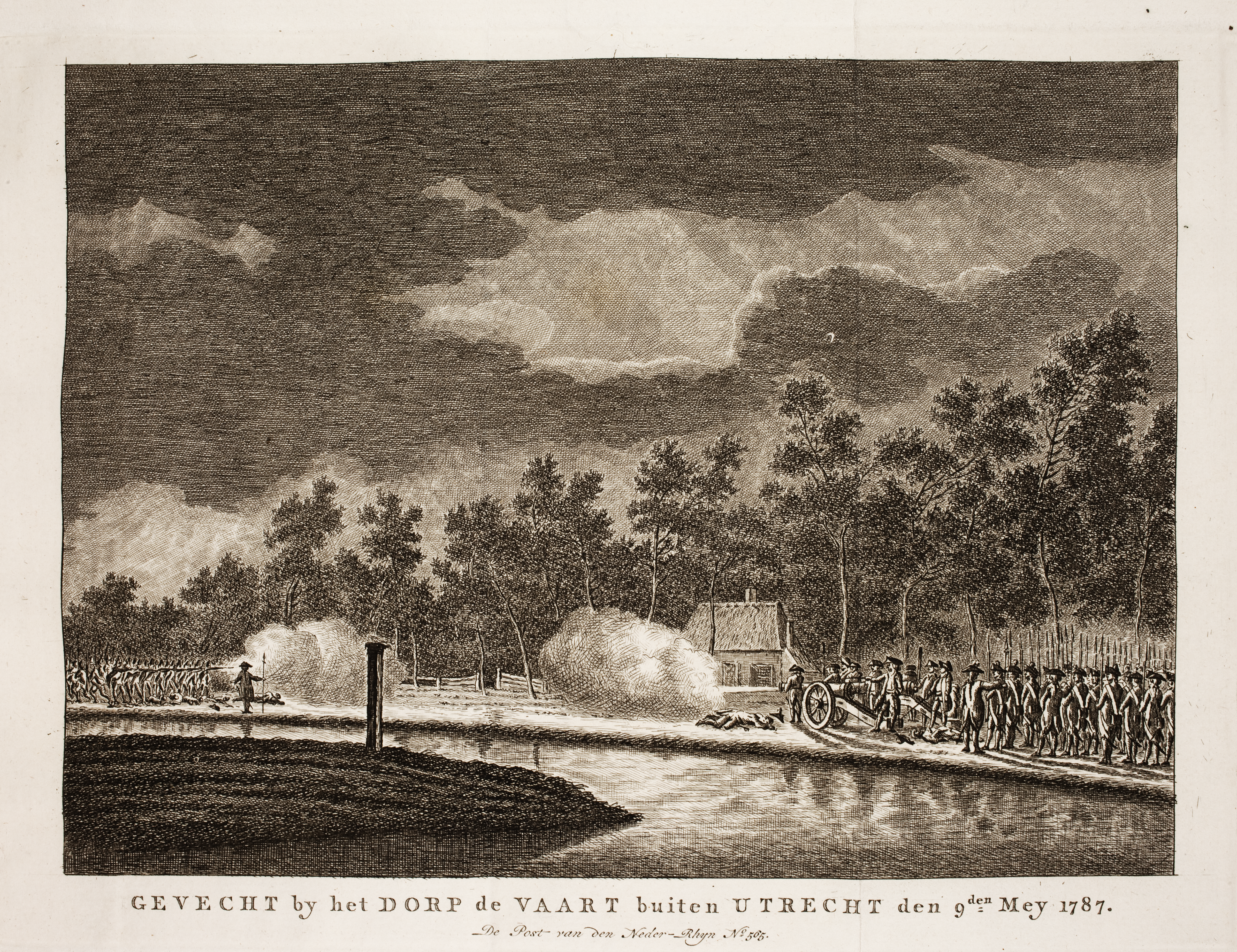
Vuurgevecht aan de Vaartse Rijn bij Jutphaas op 9 mei 1787, maar hier met kanonnen.
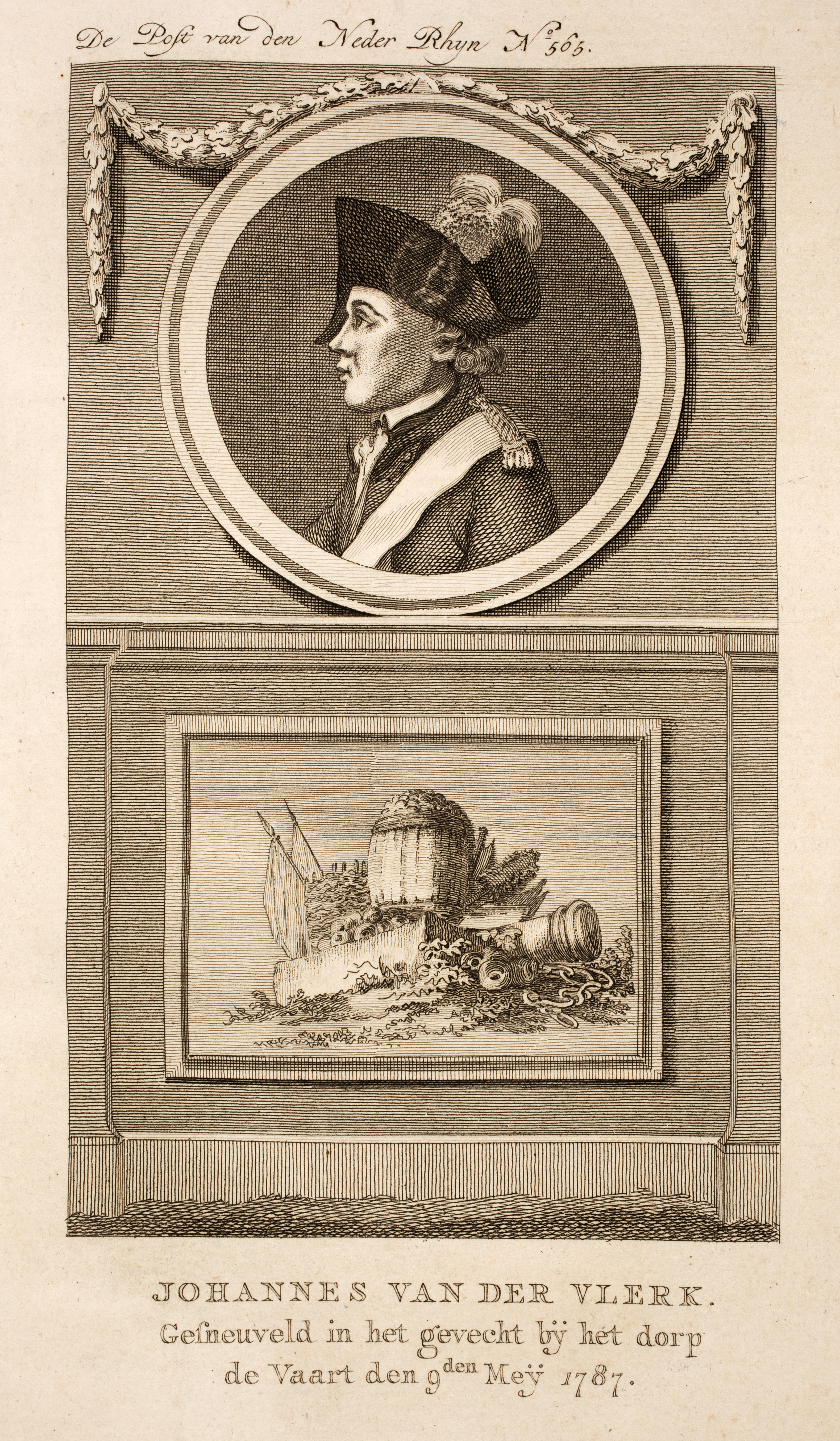
Johannes van der Vlerk sneuvelde op 9 mei 1787 bij Vreeswijk.
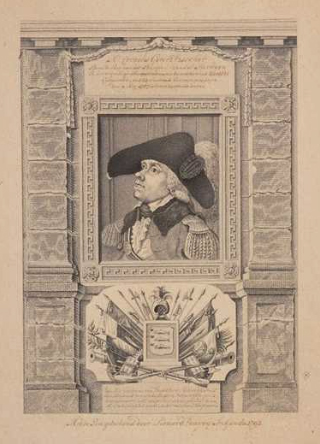
Cornelis Govert Visscher, patriottenleider gesneuveld bij Jutphaas.